# Mussolet del Cap
El mussolet del Cap (Glaucidium capense) és una espècie d'ocell de la família dels estrígids (Strigidae). Habita els camps i herbassars veld amb acàcies d'Àfrica Meridional, des del sud-est de la República Democràtica del Congo, cap al sud fins a l'est de Sud-àfrica. El seu estat de conservació es considera de risc mínim.

## Taxonomia
Glaucidium albertinum era considerat una subespècie de Glaucidium capense. Actualment el Congrés Ornitològic Internacional (versió 3.5, 2013) la considera una espècie de ple dret, seguint König et al. 1999.
S'han descrit 5 subespècies:
- G. c. capense (Smith A, 1834). Des del sud de Moçambic fins a Sud-àfrica.
- G. c. castaneum Reichenow, 1893. Nord-est de la República Democràtica del Congo i sud-oest d'Uganda.
- G. c. etchecopari Érard et Roux F, 1983. Libèria i Costa d'Ivori.
- G. c. ngamiense (Roberts, 1932). Des del sud-est de la República Democràtica del Congo i oest de Tanzània fins a Angola, Botswana i Moçambic.
- G. c. scheffleri Neumann, 1911. Sud de Somàlia, est de Kenya i nord-est de Tanzània.

Les subespècies castaneum i etchecopari componen, segons la classificació de Clements 6th edition (versió 6.8 incl. 2013 revisions), l'espècie Glaucidium castaneum.